# Lysings kontrakt
Lysings kontrakt var ett kontrakt i Linköpings stift inom Svenska kyrkan. Kontraktet förenades 1 juni 1940 med Dals kontrakt och bildade Dals och Lysings kontrakt.
Området var ungefär som Lysings härad.
Kontraktet omfattade följande församlingar:
- Svanshals församling
- Kumla församling
- Röks församling
- Heda församling
- Stora Åby församling
- Trehörna församling
- Ödeshögs församling
- Västra Tollstads församling

## Kontraktsprost
| Ämbetstid | Namn                               | Levnadstid | Övrigt                                    |
| --------- | ---------------------------------- | ---------- | ----------------------------------------- |
| 1552      | Laurentius Olaui                   |            | Kyrkoherde i Stora Åby församling.        |
| 1553–1556 | Lars Jönsson                       |            | Kyrkoherde i Hovs församling.             |
| 1580–1604 | Haquinus Germundi                  | Död 1604   | Kyrkoherde i Stora Åby församling.        |
| 1606–1624 | Johannes Haqvini Kylander          | Död 1634   | Kyrkoherde i Stora Åby församling.        |
| 1614–1632 | Enoch Haquini Cringelius           | 1559–1632  | Kyrkoherde i Svanshals församling.        |
| 1634–1639 | Andreas Erici Boræus (Nordanwäder) | 1590–1640  | Kyrkoherde i Svanshals församling.        |
| 1640–1657 | Andreas Jonæ Gothus                | 1582-1657  | Kyrkoherde i Stora Åby församling.        |
| 1659–1670 | Johannes Enander                   | 1623–1672  | Kyrkoherde i Stora Åby församling.        |
| 1671–1679 | Ericus Hemmingius                  | 1629–1679  | Kyrkoherde i Svanshals församling.        |
| 1679–1692 | Aeschillus Svenonis Fabricius      | 1625–1692  | Kyrkoherde i Stora Åby församling.        |
| 1693–1716 | Daniel Arvidsson Rydelius          | 1661–1716  | Kyrkoherde i Stora Åby församling.        |
| 1718–1762 | Fredrik Bagge                      | 1676–1762  | Kyrkoherde i Stora Åby församling.        |
| 1763–1767 | Sven Thollander                    | 1686–1767  | Kyrkoherde i Svanshals församling.        |
| 1768–1778 | Jöns Meurling                      | 1703–1778  | Kyrkoherde i Stora Åby församling.        |
| 1779–1782 | Carl Johan Blohm                   | 1716–1782  | Kyrkoherde i Svanshals församling.        |
| 1782–1803 | Pehr Tenggren                      | 1742–1803  | Kyrkoherde i Stora Åby församling.        |
| 1806–1811 | Leonhard Kinman                    | 1722–1815  | Kyrkoherde i Röks församling.             |
| 1815–1832 | Pehr Anders Palmær                 | 1761–1832  | Kyrkoherde i Svanshals församling.        |
| 1832–1835 | Johan Christian Wallensteen        | 1794–1868  | Kyrkoherde i Västra Tollstads församling. |
| 1837–1853 | Daniel Leonard Kinmanson           | 1779–1853  | Kyrkoherde i Stora Åby församling.        |
| 1853–1862 | Lars Magnus Kinnander              | 1794–1868  | Kyrkoherde i Svanshals församling.        |
| 1862      | Pehr Erik Rudebeck                 | 1796–1862  | Kyrkoherde i Stora Åby församling.        |
| 1863–1872 | Anders Johan Petersson             | 1802–1872  | Kyrkoherde i Röks församling.             |
| 1872–1890 | Adolf Fredrik Ölander              | 1820–1890  | Kyrkoherde i Svanshals församling.        |
| 1890–1897 | Johan Fredrik Håhl                 | 1835–1918  | Kyrkoherde i Stora Åby församling.        |
| 1897–1903 | Gustaf Alfred Söderqvist           | 1851–1903  | Kyrkoherde i Röks församling.             |
| 1904–1911 | Gustaf Aron Tranér                 | 1843–1914  | Kyrkoherde i Stora Åby församling.        |
| 1911–1919 | Gustaf Wittencrona                 | 1862–1938  | Kyrkoherde i Röks församling.             |
| 1919–1934 | Karl Wasén                         | 1856–1944  | Kyrkoherde i Svanshals församling.        |
| 1934–1937 | Karl Axel Påhlman                  | 1872–1937  | Kyrkoherde i Röks församling.             |
| 1937–1940 | K. T. A. Eliason                   |            | Tillförordnad kontraktsprost.             |